# Borsuki-Kolonia
Borsuki-Kolonia (prononciation : [bɔrˈsuki kɔˈlɔɲa]) est un village polonais de la gmina de Zatory dans le powiat de Pułtusk de la voïvodie de Mazovie dans le centre-est de la Pologne.

## Histoire
De 1975 à 1998, le village appartenait administrativement à la voïvodie d'Ostrołęka.